# Dmitri Plax
Dmitri Plax (belarusiska: Дзмітрый Плакс), född 12 juni 1970 i Minsk, Vitryska socialistiska sovjetrepubliken, är en svensk regissör, författare, konstnär och översättare. Han översätter från belarusiska och ryska till svenska och vice versa. Han är även verksam som radio- och filmproducent.
Sedan 2021 är han gift med journalisten och författaren Liza Alexandrova-Zorina och tillsammans har de ett barn.

### Skrifter
- Dnevik Saja Tuombli (Minsk, Sankt-Peterburg: Vita Nova, 2001)
- Cy Twomblys dagbok (Oei editör, 2006)
- Re citat iver (Ersatz, 2011)
- Peter: tid (Ersatz, 2020)

### Översättningar till svenska
- Daniil Charms: Den fyrbenta kråkan (Rámus, 2005)
- Barys Pjatrovitj: Fresker (Ur Žycʹ ne strašna) (Rámus, 2008)
- Barys Pjatrovitj: Torget (Plošča) (Rámus, 2011)
- Dmitrij Strotsev: Belarus omkullkastat (Rámus, 2011)

### Översättningar från svenska till ryska och belarusiska
- Texter av Maria Zennström, Astrid Trotzig, Kristoffer Leandoer, Jörgen Gassilewski och Katarina Frostenson]. I tidskriften Monolog, 2002: nr 6
- Texter av Birgitta Trotzig, Kristoffer Leandoer och Aase Berg]. I tidskriften Monolog, 2003: nr 7
- Astrid Lindgren: Pipi Doŭhajapančocha (Pippi Långstrump) (Minsk: Zʹmicer Kolas, 2008) [på belarusiska]
- Katarina Frostenson: Čystaja kraina (Mìnsk: Medysont, 2011) [på belarusiska]